# Acrossocheilus rendahli
Acrossocheilus rendahli är en fiskart som först beskrevs av Lin, 1931.  Acrossocheilus rendahli ingår i släktet Acrossocheilus och familjen karpfiskar. IUCN kategoriserar arten globalt som nära hotad. Inga underarter finns listade i Catalogue of Life.